# Il profumo del successo (serie televisiva)
Il profumo del successo (Paper Dolls) è una serie televisiva statunitense in 14 episodi trasmessi per la prima volta nel corso di una sola stagione nel 1984. La serie, ambientata nel mondo dell'alta moda newyorchese, è tratta dal film per la televisione del 1982 Paper Dolls.

## Trama
Racine è la proprietaria di un'agenzia di modelle ed è spesso in contrasto con Grant Harper che dirige la Harper Cosmetics, una divisione della società della sua famiglia, la Harper WorldWide Incorporated.

## Personaggi
- Racine (13 episodi, 1984), interpretata da	Morgan Fairchild (doppiata da Silvia Monelli).
- Grant Harper (13 episodi, 1984), interpretato da	Lloyd Bridges.
- Wesley Harper (13 episodi, 1984), interpretato da	Dack Rambo.
- Blair Fenton-Harper (13 episodi, 1984), interpretata da	Mimi Rogers.
- David Fenton (13 episodi, 1984), interpretato da	Richard Beymer.
- Taryn Blake (13 episodi, 1984), interpretata da	Nicollette Sheridan.
- Julia Blake (13 episodi, 1984), interpretata da	Brenda Vaccaro.
- Laurie Caswell (13 episodi, 1984), interpretata da	Terry Farrell.
- Dinah Caswell (13 episodi, 1984), interpretata da	Jennifer Warren.
- Michael Caswell (13 episodi, 1984), interpretato da	John Bennett Perry.
- Marjorie Harper (13 episodi, 1984), interpretata da	Nancy Olson.
- Sara Frank (13 episodi, 1984), interpretata da	Anne Schedeen.
- Sandy Parris (11 episodi, 1984), interpretato da	Jonathan Frakes.
- Mark Bailey (11 episodi, 1984), interpretato da	Roscoe Born.
- Chris York (9 episodi, 1984), interpretato da	Don Bowron.
- Conrad (8 episodi, 1984), interpretato da	Jeffrey Richman.
- Gaby (7 episodi, 1984), interpretato da	Joyce Gittlin.
- Grayson Carr (6 episodi, 1984), interpretato da	Larry Linville.
- Jenna (6 episodi, 1984), interpretata da	Amy Resnick.
- Sammy (6 episodi, 1984), interpretato da	Mark Schneider.
- Colette Ferrier (5 episodi, 1984), interpretata da	Lauren Hutton.
- dottor Van Adams (5 episodi, 1984), interpretato da	Alan Fudge.
- Steve (5 episodi, 1984), interpretato da	Geoffrey Blake.
- Marie (5 episodi, 1984), interpretata da	Sue Giosa.
- Lewis Crosby (5 episodi, 1984), interpretato da	Thom Mathews.
- Parnell (5 episodi, 1984), interpretato da	Edward Power.
- Jake Larner (5 episodi, 1984), interpretato da	John Reilly.
- Smith (4 episodi, 1984), interpretato da	Richard Borg.
- Wesson (4 episodi, 1984), interpretato da	Fred Ephraim.
- Paul (3 episodi, 1984), interpretato da	John Carlyle.
- Se stesso (3 episodi, 1984), interpretato da	John Waite.

## Produzione
La serie fu prodotta da MGM/UA Television e girata negli studios della Metro-Goldwyn-Mayer a Culver City in California, nella Fremont Mansion a Los Angeles e negli Old Westbury Gardens a New York. Le musiche furono composte da Mark Snow.

### Registi
Tra i registi della serie sono accreditati:
- Edward Parone (4 episodi, 1984)
- Leo Penn (3 episodi, 1984)
- Ralph Senensky (3 episodi, 1984)
- Arthur Allan Seidelman (2 episodi, 1984)
- Alan Smithee (2 episodi, 1984)

## Distribuzione
La serie fu trasmessa negli Stati Uniti nel 1984 sulla rete televisiva ABC. In Italia è stata trasmessa dal 1988 su Canale 5 e poi su emittenti locali con il titolo Il profumo del successo.
Alcune delle uscite internazionali sono state:
- negli Stati Uniti il 23 settembre 1984 (Paper Dolls)
- in Svezia il 1º novembre 1986 (Karussell der Puppen)
- in Spagna e Venezuela (Muñecas de papel)
- in Germania Ovest (Karussell der Puppen)
- in Francia (Paper Dolls)
- in Italia (Il profumo del successo)

## Episodi
| Stagione       | Episodi | Prima TV USA |
| -------------- | ------- | ------------ |
| Prima stagione | 14      | 1984         |